# Ezio Mauro
Ezio Mauro (Dronero, 24 ottobre 1948) è un giornalista italiano.
È stato direttore del quotidiano La Stampa dal 1992 al 1996 e direttore del quotidiano la Repubblica dal 1996 al 2016.

## Biografia
Entra nel mondo della carta stampata nel 1972 collaborando con la Gazzetta del Popolo di Torino, occupandosi soprattutto del terrorismo nero degli anni di piombo. Proprio a causa dei suoi articoli sul terrorismo viene pedinato a lungo dal brigatista rosso Patrizio Peci, che suggerì alla propria colonna di organizzare un attentato ai suoi danni. Nel 1981 passa a La Stampa, quotidiano per il quale è inviato speciale e responsabile della politica interna. Dal 1988 lavora per la Repubblica come corrispondente da Mosca. Per tre anni racconta la grande trasformazione della perestrojka, viaggiando nelle Repubbliche dell'Unione Sovietica.
Il 26 giugno del 1990 torna a La Stampa assumendo l'incarico prima di condirettore, poi di direttore (dal 5 settembre 1992). Il 6 maggio 1996 sostituisce il fondatore Eugenio Scalfari alla guida de la Repubblica. L'esordio di Mauro alla direzione del quotidiano romano è caratterizzato da un infortunio giornalistico: il 30 maggio 1996 viene infatti annunciata e commentata la vittoria di Shimon Peres alle elezioni israeliane, quando ancora lo spoglio non è terminato. Alla fine risulterà vincitore Benjamin Netanyahu. Fautore di una linea editoriale critica verso le politiche dei governi Berlusconi, dal 14 maggio 2009 al 6 novembre 2009 pubblica quotidianamente sul proprio giornale dieci domande critiche rivolte da Giuseppe D'Avanzo al Presidente del Consiglio. Il 15 gennaio 2016 lascia la direzione di la Repubblica, sostituito da Mario Calabresi, e diventa successivamente editorialista dello stesso quotidiano.
Nel 2018 è insignito a Palazzo Farnese dell'onorificenza di cavaliere della Legion d'onore francese.

## Opere
- La felicità della democrazia. Un dialogo, con Gustavo Zagrebelsky, Collana I Robinson. Letture, Roma-Bari, Laterza, 2011, ISBN 978-88-420-9642-9.
- Babel, con Zygmunt Bauman, Collana I Robinson. Letture, Roma-Bari, Laterza, 2015, ISBN 978-88-581-1965-5.
- L'anno del ferro e del fuoco. Cronache di una rivoluzione, Collana Fuochi, Milano, Feltrinelli, 2017, ISBN 978-88-070-7046-4.
- Aldo Moro. Cronache di un sequestro, Roma, La Repubblica-GEDI, 2018.
- L'uomo bianco, Collana Serie bianca, Milano, Feltrinelli, 2018, ISBN 978-88-071-7346-2.
- Anime prigioniere. Cronache dal Muro di Berlino, Collana Fuochi, Milano, Feltrinelli, 2019, ISBN 978-88-070-7050-1.
- Liberi dal male. Il virus e l'infezione della democrazia, Collana Serie bianca, Milano, Feltrinelli, 2020, ISBN 978-88-071-7385-1.
- La dannazione. 1921. La sinistra divisa all'alba del fascismo, Collana Fuochi, Milano, Feltrinelli, 2020, ISBN 978-88-070-7051-8.
- Lo scrittore senza nome. Mosca 1966: processo alla letteratura, Collana Fuochi, Milano, Feltrinelli, 2021, ISBN 978-88-070-7052-5.
- L'anno del fascismo. 1922. Cronache della Marcia su Roma, Collana Varia, Milano, Feltrinelli, 2022, ISBN 978-88-074-9341-6.
- La caduta. Cronache della fine del fascismo, Collana Varia, Milano, Feltrinelli, 2023, ISBN 978-88-074-9378-2.
- La mummia di Lenin, Collana Scintille, Milano, Feltrinelli, 2025, ISBN 978-88-071-7474-2.

## Premi
- 1994 Premio Ischia Internazionale di Giornalismo
- 1997 Premio Internazionale Alfio Russo
- 2009 Encomio Harvard University "per la battaglia sulla libertà di informazione condotta in Italia in un periodo di grave rischio per la libertà di stampa"[11]
- 2016 Premio Nazionale Letterario Pisa ex aequo Saggistica.[12]
- 2017 Premio Andrea Barbato per il giornalismo assegnato da Passaggi Festival
- 2018 Insignito dalla Presidenza francese della Legion d'onore[4]